# Тайя, Маауйя ульд Сид Ахмед
Маауйя ульд Сид Ахмед Тайя (араб. معاوية ولد سيد أحمد الطايع‎, фр. Maaouiya Ould Sid'Ahmed Taya, совр. написание Муавийя ульд Сид Ахмад Ат-Тайя) (род. 28 ноября 1941, город Атар, Западная Сахара) — мавританский военный и политический деятель, премьер-министр в 1981—1984 годах и глава Мавритании в 1984—2005 годах, полковник.

## Биография
Родился на северо-востоке страны, в городе Атар, столице провинции Адрар. Происходит из народности смасид.
Среднее образование получил во франко-арабской школе в городе Росо, военное — в Военной школе бронетанковых войск, пехотном училище (1960-1961) и Высшей военной школе (1975) (все — Франция).
С 1961 года в армии, с 1967 года — на руководящих постах в министерстве обороны. С 1976 года — заместитель начальника генштаба по оперативным вопросам, затем командующий Северным военным округом.
Один из организаторов государственного переворота 10 июня 1978 года, в результате которого был свергнут 1-й президент страны Моктар ульд Дадда. Тогда же вошёл в состав высшего законодательного органа страны — Военного комитета национального спасения (ВКНС).
С июня 1978 по март 1979 года занимал пост министра обороны. В марте 1979 — апреле 1981 года министр по связям с ВКНС, одновременно исполнял обязанности главы государства в его отсутствие. В 1979—1980 годах командующий национальной жандармерией.
После прихода к власти полковника ульд Хейдаллы 4 января 1980 года стал начальником генштаба. Подавив попытку переворота в марте 1981 года, 25 апреля того же года получил посты главы правительства и министра национальной обороны.
В феврале 1984 года под давлением ульд Хейдаллы состоялось официальное признание Сахарской Арабской Демократической Республики (САДР), что вызвало недовольство в правящих кругах страны. Ульд Тайя заявил, что он не одобряет таких действий ульд Хейдаллы в отношении САДР, и 8 марта 1984 года был снова перемещён на должность начальника генштаба.
В последние месяцы пребывания ульд Хейдаллы у власти все экономические и социальные трудности страны выступили на первый план. Необычайного размаха достигла коррупция. Скандалы, связанные с коррупцией, вспыхивали и в других отраслях хозяйства.
После «реорганизации» ВКНС 12 декабря 1984 года (фактически — переворота в период заграничной поездки главы страны, ульд Хейдаллы) стал новым председателем ВКНС и главой государства.
С осени 1986 года ввёл в стране «сухой закон», распространявшийся и на иностранцев.
22 октября 1987 года была предотвращена попытка переворота «группы высших военных чинов из окружения главы государства».
В середине 1980-х годов тесно сблизился с тогдашним президентом Ирака Саддамом Хусейном, поддержав иракское вторжение в Кувейт. Однако после краха диктатора переориентировался на США и Израиль (Мавритания была одной из трёх стран Лиги арабских государств (ЛАГ), имевшей дипломатические отношения с Тель-Авивом. Израиль рассматривал Мавританию как мост, который способен соединить евреев с мусульманами.)
В 1989 году был одним из инициаторов создания Союза арабского Магриба.
В 1991 году ульд Тайя объявил о переходе к гражданскому правлению и многопартийной системе, 12 июля была принята новая конституция.
Первые многопартийные президентские выборы в Мавритании прошли в январе 1992 года, на них ульд Тайя как кандидат от сформированной им Демократической и социал-республиканской партии одержал победу с 62,7 % голосов. С 18 апреля 1992 года — президент Мавритании.
На президентских выборах 1997 года получил 90,9 % голосов.
В 1995 году были установлены дипломатические отношения, а в 1999 году — заключено мирное соглашение с Израилем (и фактически заморожены отношения с ООП, главу которой Ясира Арафата ульд Тайя называл «бандитом»), что вызвало бурю недовольства в стране и исламском мире. Оппозиция стала упрекать ульда Тайю в том, что он «продался сионистам». В ответ были предприняты репрессивные меры. Оппозиция была вынуждена уйти в подполье, все годы правления ульд Тайи регулярно арестовывались «исламские фундаменталисты, связанные с 'Аль-Каидой'». Сам Ульд Тайя объяснял свою необычную позицию тем, что «Мавритания не видела от Израиля ничего плохого», также что «честь не позволяет встать на сторону того, кто не прав, будь он хоть родной брат» и «мы не воруем у народа, и нам нет нужды объяснять людям, кто виноват в их бедах».
В декабре 2001 года принял новый закон об инвестиционной системе в стране, направленный на поощрение прямых инвестиций, как внутренних, так и внешних. Закон гарантировал свободу перевода иностранного капитала, связанного с реализованными инвестициями, и обеспечивал равенство между местными и иностранными инвесторами, освобождая их от таможенных пошлин и экспортных налогов для предприятий, работающих по статусу свободной зоны.
12 сентября 2001 года начались аресты исламских радикалов, а в 2003 году — местной ветви партии БААС. 29 мая 2003 года по приказу президента в Нуакшоте были закрыты офисы Саудовского исламского института и сеть медресе Образовательного фонда ОАЭ. Начата чистка армии от исламского влияния.
На президентских выборах в ноябре 2003 года получил 67,0 % голосов.
В период его правления предпринимались многочисленные попытки переворота. Попытка имела место в 2002 году. В июне 2003 года в Нуакшоте после продолжительных боёв был подавлен очередной мятеж, который возглавила группа происламски настроенных армейских офицеров. Основную роль в этом сыграло ополчение туарегов, пришедшее через сутки в столицу. 27 августа 2004 года была подавлена новая попытка переворота, в подготовке которого ульд Тайя обвинил Ливию и Буркина Фасо. Ещё одна попытка имела место в сентябре 2004 года.
Однако 3 августа 2005 года, когда ульд Тайя был на похоронах короля Саудовской Аравии Фахда, он был свергнут своими ближайшими соратниками — главой службы госбезопасности, другом детства ульд Тайи Эли ульд Мохамед Валлем и командующим президентской гвардией Мохаммед ульд Абдель Азизом. Узнав о происшедшем, не стал возвращаться на родину, а улетел сначала в Нигер, откуда безуспешно обращался к мавританской армии с призывом вернуть ему власть, потом в Катар.
В апреле 2006 года ему было позволено вернуться в страну на условиях отказа от политической деятельности и участия в выборах, однако он отказался. На президентских выборах 2007 года поддержал кандидатуру бывшего управляющего центральным банком страны и своего бывшего советника по экономике Зейна ульд Зейдана (премьер-министр страны в апреле 2007 — мае 2008), который занял 3-е место.
В сентябре 2013 года начал преподавать в военном училище им. Ахмеда бин Мохаммеда в Дохе (Катар).

## Итоги правления
В период его правления Мавритания превратилась из небольшой малоизвестной страны с преобладанием кочевого населения, с ограниченной экономической базой и низкими социальными показателями в страну с быстро растущим городским населением, рыночными отношениями и устойчивым экономическим ростом. В стране были найдены новые месторождения металлов, богатые залежи нефти (порядка млрд баррелей) и газа (около 30 млрд кубометров). С 1990-х годов все важные экономические сделки совершались на конкурсной основе, что заметно подорвало давнее влияние Франции и обеспечило приток средств в бюджет. Распределение новых доходов велось под контролем комиссии из авторитетных в стране граждан, что позволило заметно повысить уровень жизни всех граждан страны и сильно подняло популярность ульд Тайя.

## Семья
Ульд Тая — отец шестерых детей, двоих от первого брака и четверых — от второго. Его первая жена была ливанкой. Рано овдовев, он женился на землячке по имени Аиша. 